# Mission: Impossible – Rogue Nation
Mission: Impossible – Rogue Nation és una pel·lícula dirigida per Christopher McQuarrie i escrita per McQuarrie i Drew Pearce. És la cinquena pel·lícula de la sèrie de Missió: Impossible. Està interpretada per Tom Cruise, que torna a fer el seu paper com l'agent Ethan Hunt. Està produïda per Tom Cruise, JJ Abrams i David Ellison de Skydance Productions.
La filmació va començar el 21 d'agost del 2014 a Viena, Àustria. La pel·lícula es va estrenar als Estats Units per Paramount Pictures el 24 de juliol de 2015. Ha estat subtitulada al català.

## Sinopsi
Després d'interceptar el gas nerviós que venen als terroristes a Minsk, Belarús, l'agent Ethan Hunt de la Força de Missió Impossible (IMF) està convençut que pot provar l'existència del Sindicat, un consorci internacional criminal que l'Agència Central d'Intel·ligència (CIA) no creu que existeixi. Hunt és capturat pel Sindicat, on és copejat i torturat brutalment però escapa amb l'ajuda de l'agent operatiu del MI6 i del Sindicat Ilsa Faust.

## Producció
La rodatge va començar el 21 d'agost del 2014 a Viena, Àustria. A l'agost, els actors Cruise i Pegg, juntament amb el director Christopher McQuarrie, eren a Viena, al metro i al terrat de l'Òpera Estatal de Viena. Després d'acabar una setmana i mitja de filmació a Àustria, el 30 d'agost, Cruise va arribar a la capital del Marroc, Rabat, per filmar més escenes. Arrant d'això, l'autopista de Marràqueix va estar tancada durant catorze dies (del 30 d'agost al 12 de setembre). Altres llocs de rodatge al Marroc inclouen Agadir, Rabat i Casablanca. Els dies 8 i 9 de setembre, el rodatge va tenir lloc a l'Estadi de Marràqueix, que va estar tancat tots dos dies per motius de rodatge, i l'Alcassaba dels Oudayas, a Rabat.
La filmació d'una escena d'acció amb Ethan Hunt enfilant-se i penjant en un vol d'un Atlas C1 va tenir lloc a la base aèria RAF Wittering a prop de Stamford. Tom Cruise va realitzar la seqüència, de vegades suspès a l'avió sobre 1525 mestres a l'aire, sense l'ús d'un doble d'acció. Per dur a terme aquest truc en particular, l'equip de producció va rebre un període limitat de només 48 hores. L'avió es va enlairar i va aterrar 8 vegades abans que tinguessin la presa perfecta. El 9 de novembre, va començar el rodatge a Southampton Water i Fawley Power Station. Tom Cruise es va entrenar amb l'especialista en busseig Kirk Krack per poder contenir la respiració durant tres minuts per realitzar una seqüència sota l'aigua que va ser filmada en una sola presa llarga sense cap edició (encara que l'escena de la pel·lícula es va tallar amb diversos talls, fent la impressió que l'escena té diverses preses). Sense tot i això, el coordinador d'acrobàcies Wade Eastwood afirma que Cruise va contenir la respiració durant poc més de sis minuts.